# 18862 Ворет
18862 Ворет (18862 Warot) — астероїд головного поясу, відкритий 9 вересня 1999 року.
Тіссеранів параметр щодо Юпітера — 3,476.